# Hexarthrius forsteri kiyoyamai
Hexarthrius forsteri kiyoyamai es una subespecie de coleóptero de la familia Lucanidae.

## Distribución geográfica
Habita en Kachin (Birmania).